# 羅廣文
羅廣文（1905年—1956年），四川忠縣人，中華民國陸軍將領。在國軍派系分野中屬陳誠嫡系土木系，曾任國民革命軍第十八軍軍長，也是土木系中少數投向中国共产党的將領。

## 生平
羅廣文在民國十三年（1924）畢業於四川忠縣中學，後至日本東京高等師範學校留學，但未能完成學業，隨即轉入日本陸軍士官學校就讀，為第二十期砲兵科學員，在民國十八年（1929）4月畢業返國。返國後進入黃埔軍校廣州分校，以少校兵器教官一職進入國民革命軍服務，在教官期間成為該分校第七期砲兵隊隊長。民國十九年（1930）轉入國民革命軍第十八軍砲兵營擔任中校營長，在該職任內得到陳誠賞識，此後軍旅生涯多在第十八軍下轄單位歷練，首次作戰是投入中央苏区第二次反围剿战争。
民國二十一年（1932）2月，轉入國民革命軍第14師第40旅擔任該旅參謀主任。民國二十二年（1933），轉入國民革命軍第98師所屬第588團擔任上校團長。民國二十五年（1936），升任98師參謀長。
民國二十六年（1937）7月，進入廬山軍官訓練團，擔任第二大隊第七分隊隊長。同月七七事變爆發，第十八軍開始進入備戰狀態，羅廣文也被召回第98師參與松滬會戰。會戰中羅廣文升任14師所屬第40旅旅長。松滬會戰後，十八軍部分部隊被分割成立國民革命軍第五十四軍，其中包括了第14師，羅廣文在此時被平調為14師所屬之42旅旅長。
民國二十七年（1938），五十四軍投入武漢會戰，羅廣文在同年6月升任14師副師長兼代理師長。武漢會戰期間的民27年9月，轉任國民革命軍第18師副師長，因戰役期間18師失守貴池要塞，師長李芳郴棄職潛逃，羅廣文只能在上任時同時兼任代理師長職務，重整該師士氣。民國二十八年（1939年），升任第18師師長，並晉升陸軍少將。
民國三十二年（1943）1月，升任國民革命軍第十八軍副軍長兼國民革命軍第10師師長，駐防石牌要塞，鄂西會戰期間因第10師防禦石牌要塞之軍功，羅廣文在該役後獲得青天白日勳章授勳。同年8月接任十八軍中將軍長，為十八軍第6任軍長。民國三十三年（1944）8月，調職至國民革命軍第八十七軍擔任軍長。
抗戰勝利後，羅廣文在民國三十五年（1946）春季回調國民革命軍第十四軍任軍長兼重慶警備司令，十四軍在同年被縮編為整編第10師。國共內戰期間，整編第14師調至山東省，編入第四兵團麾下參加魯西南戰役。羅廣文在民國三十六年（1947）夏秋之際升任中華民國國軍第四兵團司令官，代替原先作戰不力之王仲廉。第四兵團後續撤銷，整編第10師轉隸屬胡宗南部隊麾下，羅廣文則在同年年底調任四川省，擔任第十訓練處處長。
第十訓練處在民國三十七年（1948）更名為第七編練區，羅廣文任該區司令官，並新訓出了國民革命軍新編第22、23、24旅。後續此三個旅升格為國民革命軍第239、241、242師，隸屬於國民革命軍第一零八軍，羅廣文兼任該軍軍長。
羅廣文與中國共產黨的接觸有兩條線，其一是自其胞弟，同時也是中共地下黨的羅廣斌，另一條線則是在傅作義部隊投降時編入中國人民解放軍第二野戰軍麾下之陳濟生，該人為羅廣文之舊部。
民國三十八年（1949）10月，第七邊練區新訓國民革命軍第四十四軍、國民革命軍第一零八軍、國民革命軍第一一一軍三個軍合組中華民國國軍第十五兵團，羅廣文任該兵團司令，在擔任司令時，12月初羅廣文和部署在成都的第二野戰軍情報處商談起义相關事宜。同年底第十五兵團投入西南戰役，作為重慶南方的防禦部隊，因部隊戰力無法對抗共軍，戰敗後，胡宗南在12月21日曾勸說羅廣文的十五兵團朝東突圍進入貴州省，並撤入雲南省。罗广文于12月23日召开干部会议叙述形势，12月24日，通电宣布率领兵团起义。
1954年任全國政協委員，次年任山東省林業廳廳長時病逝，得年51歲。